# OSBPL1A
OSBPL1A‏ (Oxysterol binding protein like 1A) هوَ بروتين يُشَفر بواسطة جين OSBPL1A في الإنسان.
يُشفِّر هذا الجين عضوًا من عائلة بروتين رابط الأوكسيستيرول (OSBP)، وهي مجموعة من مستقبلات الدهون داخل الخلايا. تحتوي معظم الأعضاء على نطاق تشابه بليكسترين الطرفي الأميني، ونطاق رابط ستيرول شبيه بـ OSBP الطرفي الكربوكسيلي، محفوظ للغاية، مع أن بعض الأعضاء يحتوي فقط على نطاق رابط الستيرول. توجد متغيرات نسخية مشتقة من استخدام المحفز البديل و/أو الربط البديل؛ وهي تُشفِّر أشكالًا متماثلة مختلفة.